# Andreas Dahlø Wærnes
Andreas Dahlø Wærnes (* 18. September 1990) ist ein norwegischer Biathlet.

## Karriere
Andreas Dahlø Wærnes startet für Il Troender-lyn. Seine erste internationale Meisterschaft waren die Juniorenweltmeisterschaften 2011 in Nové Město na Moravě. Mit den Rängen 44 im Einzel, 19 im Sprint und 33 im Verfolgungsrennen konnte er seinen Durchbruch noch nicht schaffen. In den folgenden Jahren beschränkten sich seine Erfolge auf nationale Ebene. Seinen größten Erfolg hatte er hier bei den Norwegischen Meisterschaften 2012, als er an der Seite von Syver Nygård, Arve Lien Johnsen und Emil Hegle Svendsen für Sør-Trøndelag startend die Staffel-Bronzemedaille gewann. Zum Auftakt der Saison 2014/15 rückte Wærnes erstmals in IBU-Cup-Team Norwegens auf. In Beitostølen gewann er in seinem ersten Rennen, einem Sprint, als 31. sogleich Punkte. Schon wenig später kam er als Siebter eines Einzels in Obertilliach erstmals unter die besten Zehn, in Duszniki-Zdrój verbesserte er seine beste Platzierung in einem Sprintrennen auf den sechsten Platz. Erste internationale Meisterschaft bei den Männern wurden die Europameisterschaften 2015 in Otepää. Während er im Sprintrennen als Viertplatzierter um nur etwa viereinhalb Sekunden gegen Antonin Guigonnat aus Frankreich die Bronzemedaille verpasste, erreichte er mit den Plätzen 35 im Verfolgungsrennen und 38 im Sprint weniger gute Platzierungen. Im Staffelrennen gewann er mit Haavard Bogetveit, Vegard Gjermundshaug und Lars Helge Birkeland die Bronzemedaille.

## Statistik

### Platzierungen im Biathlon-Weltcup
Die Tabelle zeigt alle Platzierungen (je nach Austragungsjahr einschließlich Olympische Spiele und Weltmeisterschaften).
- 1.–3. Platz: Anzahl der Podiumsplatzierungen
- Top 10: Anzahl der Platzierungen unter den ersten zehn (einschließlich Podium)
- Punkteränge: Anzahl der Platzierungen innerhalb der Punkteränge (einschließlich Podium und Top 10)
- Starts: Anzahl gelaufener Rennen in der jeweiligen Disziplin
- Staffel: inklusive Mixed- und Single-Mixed-Staffeln

| Platzierung              | Einzel | Sprint | Verfolgung | Massenstart | Staffel | Gesamt |
| ------------------------ | ------ | ------ | ---------- | ----------- | ------- | ------ |
| 1. Platz                 |        |        |            |             |         |        |
| 2. Platz                 |        |        |            |             |         |        |
| 3. Platz                 |        |        |            |             |         |        |
| Top 10                   |        |        |            |             |         |        |
| Punkteränge              |        |        |            |             |         |        |
| Starts                   |        | 1      |            |             |         | 1      |
| Stand: 31. Dezember 2021 |        |        |            |             |         |        |